# Петришин Галина Петрівна
Галина Петрівна Петришин (нар. 20 березня 1957, Золочів, УРСР) — українська архітекторка. Кандидат архітектури (1990), професорка. Членкиня Наукового Товариства ім. Шевченка (1990) та Польської академії наук (2005).

## Життєпис
Народилася 20 березня 1957 року в Золочеві Львівської области, 1974 року закінчила місцеву середню школу № 1, 1979 — архітектурний факультет Львівської політехніки (спеціальність — містобудування).
- 1979 — інженер-архітектор студентського проєктно-конструкторського бюро
- асистентка кафедри архітектурних конструкцій (1979—1988)
- асистентка кафедри рисунку та живопису (1988—1991, нині кафедра дизайну та основ архітектури)
- в.о. заступника завідувача (1991—1993)
- доцентка (1991—2002) та в.о. завідувача (1997) кафедри історії та художніх основ архітектури «Львівської політехніки»[1];
- професорка кафедри ландшафтного проєктування (2003—2014)
- керівницяч (2005—2008) Західнопоморського технологічного університету (Польща)[1];
- ініціювала та організувала Загальнопольський фестиваль ландшафтної архітектури — «ArchKraj» (травень 2010).
- від 2002 року — професорка кафедри дизайну та основ архітектури Інституту архітектури Національного університету «Львівська політехніка»[2].

Від 1991 року — член вченої ради архітектурного факультету (Інституту архітектури) «Львівської політехніки». З 2009 року — співзасновниця та членкиня Спілки польських ландшафтних архітекторів SPAK. Член міжнародної спілки ландшафтних архітекторів EGLAS. Від 2012 року — завідувачка кафедри містобудування «Львівської політехніки». Відповідальна редакторка «Архітектурного вісника КНУ будівництва та архітектури».
Багаторазова стипендіатка Технічного університету у Відні (кафедра урбаністики та регіонального планування) та Австрійської академії наук (Комісія історичних досліджень міст), Інституту ім. Гердера в Марбургу (Німеччина).

## Наукова діяльність
1990 року в Московському архітектурному інституті під керівництвом доктора архітектури О. Микуліної захистила дисертацію «Природно-ландшафтні основи процесу містоутворення (на прикладі західноукраїнського регіону)» (кандидат наук з архітектури).
Співавторка науково-дослідницьких проєктів із ученими Австрії («Städtebuch von Galizien», 1994—1997; «Multikulturelle Grenzstädte in Ostgalizien», 2003—2005); Німеччини («Deutsche Siedlungen in Galizien», 1998—2000); Швеції («Inter-Save», 2002—2004).
Читала лекції у Варшавському університеті (1991), у Гданьській та Познаньській політехніках (1992, 1993) з містознавчою тематикою.
З 1995 року — керівниця міждисциплінарної науково-дослідної групи «Книга міст Галичини» (нині Центр історичного містознавства) при Західному науковому центрі НАНУ. Перебуваючи на цій посаді проведено 10 конференцій, науково-практичних семінарів та робочих зустрічей із серії «Книга міст Галичини».
З 1996 — керівник дисертацій на здобуття наукового ступеня кандидата архітектури за спеціальністю 18.00.01 «Теорія архітектури, реставрація пам'яток архітектури».
З 2002 — вчений секретар спеціалізованої вченої ради Львівської політехніки.

### Керівниця
- науково-дослідного проєкту «Будова ідентичності міста Щецін на основі культурних цінностей ландшафту міста над рікою» (2010—2013, Міністерство освіти та науки Польщі);
- держбюджетної науково-дослідної теми кафедри містобудування НУЛП «Методологічні основи розвитку та реконструкції мережі поселень та вибраних міст в сучасних економічних умовах» (2012—2017);
- науково-дослідної лабораторії НДЛ 117 «Ландшафтна архітектура» (з 2017)[1].

## Доробок
Автор понад 230 публікацій, з них 81 у фахових виданнях України та 35 у виданнях Польщі, Австрії, Словаччини, Німеччини, Литві, Росії, Швеції. Є автором монографії, керівником авторського колективу чи співавтором у 18 колективних монографіях, науковим редактором та членом редакційних колегій 5 наукових часописів в Україні та Польщі.
Опублікувала два методичні посібники, 25 посібників, лекційних курсів та методичних розробок до навчальних курсів «Історія архітектури України», «Архітектурне проектування», «Об'ємно-просторова композиція», «Наукові методи дослідження у містобудуванні» для спеціальності «Архітектура»; «Композиція», «Містобудівне проектування», «Теорія містобудівання», «Сучасні концепції ландшафтної архітектури».
Керівниця 44 магістерських та дипломних робіт в Україні та 122 у Польщі.

## Нагороди та відзнаки
- Почесна грамота Міністерства освіти і науки України (2012)[4]